# Opistognathus brochus
Opistognathus brochus är en fiskart som beskrevs av Bussing och Lavenberg 2003. Opistognathus brochus ingår i släktet Opistognathus och familjen Opistognathidae. IUCN kategoriserar arten globalt som otillräckligt studerad. Inga underarter finns listade i Catalogue of Life.